# Holmes Osborne
Holmes Osborne (* 7. November 1947 in Kansas City, Missouri, USA) ist ein US-amerikanischer Schauspieler.
Bekannt wurde Osborne durch seine zahlreichen Auftritte in US-amerikanischen Fernsehserien, wie beispielsweise CSI: Miami, Ally McBeal oder Emergency Room – Die Notaufnahme. Dabei handelte es sich meist um kurze Gastauftritte für nur wenige Sendungen. In der Science-Fiction-Serie Seven Days – Das Tor zur Zeit spielte Osborne in den Jahren 1998 bis 2001 den US-amerikanischen Präsidenten.
Außerdem spielte Osborne in einigen Spielfilmproduktionen als Nebendarsteller mit. So zum Beispiel in Crazy in Alabama (1999), Mod Squad – Cops auf Zeit (1999), Girls United (2000), Donnie Darko (2001), Waking Up in Reno (2002), Der stille Amerikaner (2002) und Identität (2003). Besonders anerkannt ist seine schauspielerische Leistung als Eddie Darko, dem Vater von Donnie Darko im gleichnamigen Film von Richard Kelly.
Holmes Osborne lebt mit seiner Familie in Kansas City, Missouri.

## Filmografie (Auswahl)
- 1976: The Student Body
- 1987: Hübsche Mädchen explodieren nicht (Nice Girls Don't Explode)
- 1995: Truman – Der Mann, der Geschichte schrieb (Truman)
- 1996: That Thing You Do!
- 1997: Der Gejagte (Affliction)
- 1998–2001: Seven Days – Das Tor zur Zeit (Seven Days, Fernsehserie, 9 Folgen)
- 1999: Mod Squad – Cops auf Zeit (The Mod Squad)
- 1999: Election
- 1999: Verrückt in Alabama (Crazy in Alabama)
- 1999: Akte X – Die unheimlichen Fälle des FBI (The X-Files, Fernsehserie, Folge 7x04 „Millennium“)
- 2000: Girls United (Bring It On)
- 2001: Donnie Darko
- 2001: Trügerische Stille (The Deep End)
- 2002: Der stille Amerikaner (The Quiet American)
- 2003: Identität (Identity)
- 2003: Carol und die Weihnachtsgeister (A Carol Christmas, Fernsehfilm)
- 2006: Air Buddies – Die Welpen sind los (Air Buddies)
- 2009: The Box – Du bist das Experiment (The Box)
- 2010: Rules of Engagement (Fernsehserie, Folge 5x09 „The Big Picture“)
- 2011: Larry Crowne
- 2012: Fun Size – Süßes oder Saures (Fun Size)
- 2014: Grey’s Anatomy (Fernsehserie, Folge „We Are Never Ever Getting Back Together“)
- 2016: Regeln spielen keine Rolle (Rules Don't Apply)